# Filarete di Kiev
Filarete, o Filaret, nato Mychajlo Antonovyč Denysenko (Blahodatne, 23 gennaio 1929), è un arcivescovo ortodosso ucraino, terzo e ultimo primate della Chiesa ortodossa ucraina di Kiev dall'ottobre del 1995 al dicembre 2018, quando tale Chiesa è confluita nella Chiesa ortodossa dell'Ucraina.
Deposto nel 1992 e in seguito scomunicato nel 1997 dal Patriarcato di Mosca con l'accusa di voler creare una chiesa ucraina indipendente e scismatica, fu riabilitato nel 2018 dal Patriarcato di Costantinopoli a seguito del riconoscimento dell'autocefalia della Chiesa ortodossa dell'Ucraina.

## Controversie
Poco dopo il riconoscimento dell'autocefalia della Chiesa ortodossa dell'Ucraina, Filarete è entrato in contrasto con il nuovo metropolita Epifanio I (pur da lui inizialmente sostenuto) per questioni interne di natura giurisdizionale.
All'inizio della pandemia, nel corso di un'intervista definì il Covid-19 una punizione di Dio per i peccati dell'umanità e in particolare per le unioni omosessuali, suscitando grande clamore nelle comunità LGBT ucraine.